# Тіурана
Тіурана — муніципалітет в Іспанії, у складі Комарка Ногера, у провінції Леріда, Каталонія.
Тут знаходиться пізньоготичний парафіяльний костел, збудований у 1545 році. За межами хутора є романський скит, присвячений святому Ерменголю.
Основу економіки складає сільське господарство (пшениця, картопля, люцерна, овочі).